# Finale della Coppa delle Fiere 1962-1963
La finale della 5ª edizione della Coppa delle Fiere fu disputata in gara d'andata e ritorno tra Valencia e Dinamo Zagabria.
Il 12 giugno 1963 allo stadio Maksimir di Zagabria la partita, arbitrata dall'italiano Giuseppe Adami, finì 1-2. La gara di ritorno si disputò dopo due settimane al Mestalla di Valencia e fu arbitrata dall'inglese Kevin Howley. Il match terminò 2-0 e ad aggiudicarsi il trofeo fu la squadra spagnola.

## Il cammino verso la finale
Il Valencia esordì contro gli scozzesi del Celtic vincendo 6-4 tra andata e ritorno. Agli ottavi gli spagnoli affrontarono un'altra squadra scozzese, il Dunfermline, vincendo 4-0 in casa e perdendo 6-2 in Scozia. Poiché non era stata ancora introdotta la regola dei gol fuori casa, fu necessario uno spareggio che vide vincitori i valenzani per 1-0. Ai quarti di finale i Taronges eliminarono ancora una volta una squadra scozzese, l'Hibernian, grazie alla vittoria interna per 5-0 che di fatto rese indolore la sconfitta per 2-1 a Edimburgo. In semifinale affrontò gli italiani della Roma vincendo 3-0 al Mestalla e perdendo 1-0 all'Olimpico.
La Dinamo Zagabria iniziò il cammino europeo contro i lusitani del Porto vincendo in trasferta 2-1 e impattando a reti inviolate il ritorno in casa. Agli ottavi gli jugoslavi affrontarono i belgi dell'Union Saint-Gilloise, battendoli in casa 2-1, ma perdendo in Belgio 1-0. Lo spareggio fu vinto dai croati per 3-2. Ai quarti di finale i Modri incontrarono i temibili tedeschi occidentali del Bayern Monaco che sconfissero per 4-1 in trasferta per poi pareggiare 0-0 il ritorno in casa. In semifinale gli ungheresi del Ferencváros furono sconfitti sia all'andata sia al ritorno, rispettivamente coi risultati di 1-0 e 2-1.

## Le partite
A Zagabria va in scena la finale d'andata tra la Dinamo, giunta per la prima volta all'ultimo atto di una competizione europea, e il Valencia, campione in carica. Il match inizia con un po' di nervosismo e al quarto d'ora i padroni di casa passano in vantaggio grazie a Slaven Zambata che corregge in rete un bel cross dalla sinistra di Željko Matuš. Nel secondo tempo il Valencia esprime un gioco più accorto e tranquillo, andando a pareggiare dopo circa venti minuti grazie a Waldo che realizza magistralmente un calcio di punizione concesso per un fallo su Sánchez Lage. Passano solo tre minuti e Urtiaga, servito da Ribelles, realizza un gol talmente spettacolare che vale gli applausi anche del pubblico di casa.
A Valencia, dopo due settimane, si affrontano nuovamente le due compagini. I padroni di casa si presentano con una formazione un po' meno offensiva, forti del vantaggio conseguito all'andata, e devono far fronte alle rimostranze del pubblico di casa che non è contento del poco spettacolo offerto. Si va al riposo sullo 0-0 e dopo circa venti minuti di gioco c'è il primo gol del match con Mañó che realizza in seguito a una giocata in solitaria. Dopo dieci minuti Héctor Núñez, riceve palla in mezzo all'area, dribbla il portiere Zlatko Škorić e mette in rete per il definitivo 2-0 che di fatto chiude la partita e consegna al Valencia la seconda coppa consecutiva. Per la prima volta la squadra campione vince entrambe le partite finali.

## Tabellini

### Andata
| Arbitro: | Giuseppe Adami |

|             |           |                       |
| Zambata 13’ | Marcatori | 64’ Waldo 67’ Urtiaga |

| Dinamo Zagabria: |   |                 |
|                  |   |                 |
| P                | 1 | Zlatko Škorić   |
| D                |   | Rudolf Belin    |
| D                |   | Mirko Braun     |
| C                |   | Marijan Biscam  |
| D                |   | Vlatko Marković |
| C                |   | Željko Perušić  |
| A                |   | Zdenko Kobešćak |
| A                |   | Slaven Zambata  |
| A                |   | Tomislav Knez   |
| A                |   | Željko Matuš    |
| A                |   | Stjepan Lamza   |
| Allenatore:      |   |                 |
| Milan Antolković |   |                 |

| Valencia:          |   |                          |             |
|                    |   |                          |             |
| P                  | 1 | Ricardo Zamora de Grassa |             |
| D                  |   | Vicente Piquer           | Ammonizione |
| D                  |   | Chicão                   |             |
| C                  |   | Paquito                  |             |
| D                  |   | Juan Carlos Quincoces    |             |
| C                  |   | José Sastre              |             |
| A                  |   | Daniel Mañó              |             |
| A                  |   | José María Sánchez Lage  |             |
| A                  |   | Waldo                    |             |
| A                  |   | Enrique Ribelles         |             |
| A                  |   | José Antonio Urtiaga     |             |
| Allenatore:        |   |                          |             |
| Alejandro Scopelli |   |                          |             |

### Ritorno
| Arbitro: | Kevin Howley |

|                    |           |  |
| Mañó 68’ Núñez 78’ | Marcatori |  |

| Valencia:          |   |                          |
|                    |   |                          |
| P                  | 1 | Ricardo Zamora de Grassa |
|                    |   | Vicente Piquer           |
|                    |   | Chicão                   |
|                    |   | Paquito                  |
|                    |   | Juan Carlos Quincoces    |
|                    |   | José Sastre              |
|                    |   | Daniel Mañó              |
|                    |   | José María Sánchez Lage  |
|                    |   | Waldo                    |
|                    |   | Enrique Ribelles         |
|                    |   | Héctor Núñez             |
| Allenatore:        |   |                          |
| Alejandro Scopelli |   |                          |

| Dinamo Zagabria: |   |                 |
|                  |   |                 |
| P                | 1 | Zlatko Škorić   |
|                  |   | Rudolf Belin    |
|                  |   | Mirko Braun     |
|                  |   | Zdravko Rauš    |
|                  |   | Vlatko Marković |
|                  |   | Željko Perušić  |
|                  |   | Zdenko Kobešćak |
|                  |   | Slaven Zambata  |
|                  |   | Tomislav Knez   |
|                  |   | Željko Matuš    |
|                  |   | Stjepan Lamza   |
| Allenatore:      |   |                 |
| Milan Antolković |   |                 |